# Langenscheid
Langenscheid är en kommun och ort i Rhein-Lahn-Kreis i förbundslandet Rheinland-Pfalz i Tyskland.
Kommunen ingår i kommunalförbundet Verbandsgemeinde Diez tillsammans med ytterligare 23 kommuner.
I Langenscheid föddes teologen Adolf Deissmann (1866-1937), ledamot av svenska Vetenskapsakademien.